# Іцхак Ґольдкнопф
Іцхак Іссахар Ґольдкнопф (івр. יצחק יששכר גולדקנופף, нар. 30 жовтня 1950 року) — ізраїльський політик, нині обіймає посаду міністра будівництва та заселення Ізраїлю. Ґольдкнопф є лідером політичного блоку «Ягадут га-Тора» після відставки Якова Ліцмана. Раніше він був членом Єрусалимської міської ради.

## Життєпис
З кінця грудня 2022 року обіймає посаду міністра будівництва та заселення Ізраїлю.